# Henri V de Knöringen
Pour les articles homonymes, voir Henri V.

Mgr Henri de Knöringen.

Henri de Knöringen (né le 5 février 1570 à Nesselwang et mort le 25 juin 1646 à Dillingen) est prince-évêque d'Augsbourg de 1599 à 1646. 

## Biographie
Henri, de la famille ministérielle souabe Knöringen, est le fils de l'infirmier épiscopal Jean-Christophe de Knöringen. En 1586, il entre dans le clergé et trois ans plus tard, il étudie le droit  à l'Université d'Ingolstadt. En 1590, il est transféré au Collegium Germanicum de Rome en 1590 et étudie à l'Université de Sienne de 1591 à 1593. 
Le 15 septembre 1595, il est ordonné diacre à Augsbourg. En 1598, il est choisi par le chapitre de la cathédrale d'Augsbourg pour succéder à feu l'évêque Jean-Othon de Gemmingen en raison de ses services à la cause catholique. En mai 1599, il est ordonné prêtre, et le 13 juin 1599, l'évêque d'Eichstätt, Sebastian Breuning, l'ordonne évêque avec comme co-consécrateurs Lorenz Eiszepf (de) et Bartholomäus Scholl (de). 
Henri de Knöringen est particulièrement connu pour son engagement en faveur du renouveau de l'Église. L'édit de Restitution d'Augsbourg, ratifié par Ferdinand II en 1629, est entré en vigueur au moment de son mandat. Pendant la guerre de Trente Ans, il doit se réfugier à Reutte, Hall, Imst in Tirol et Innsbruck de 1632 à 1635 et à partir de 1645. 
Il meurt après près de 48 ans d'épiscopat. Ses restes sont enterrés dans l'église de l'Assomption de Dillingen